# Здание 2-й женской гимназии (Смоленск)
Здание 2-й женской гимназии — памятник архитектуры в Смоленске, объект культурного наследия регионального значения. Расположено на пересечении улиц Большая Советская и Ленина. Построено в конце XIX — начале XX вв. В настоящее время здесь находится второй корпус Смоленской государственной сельскохозяйственной академии.

## История

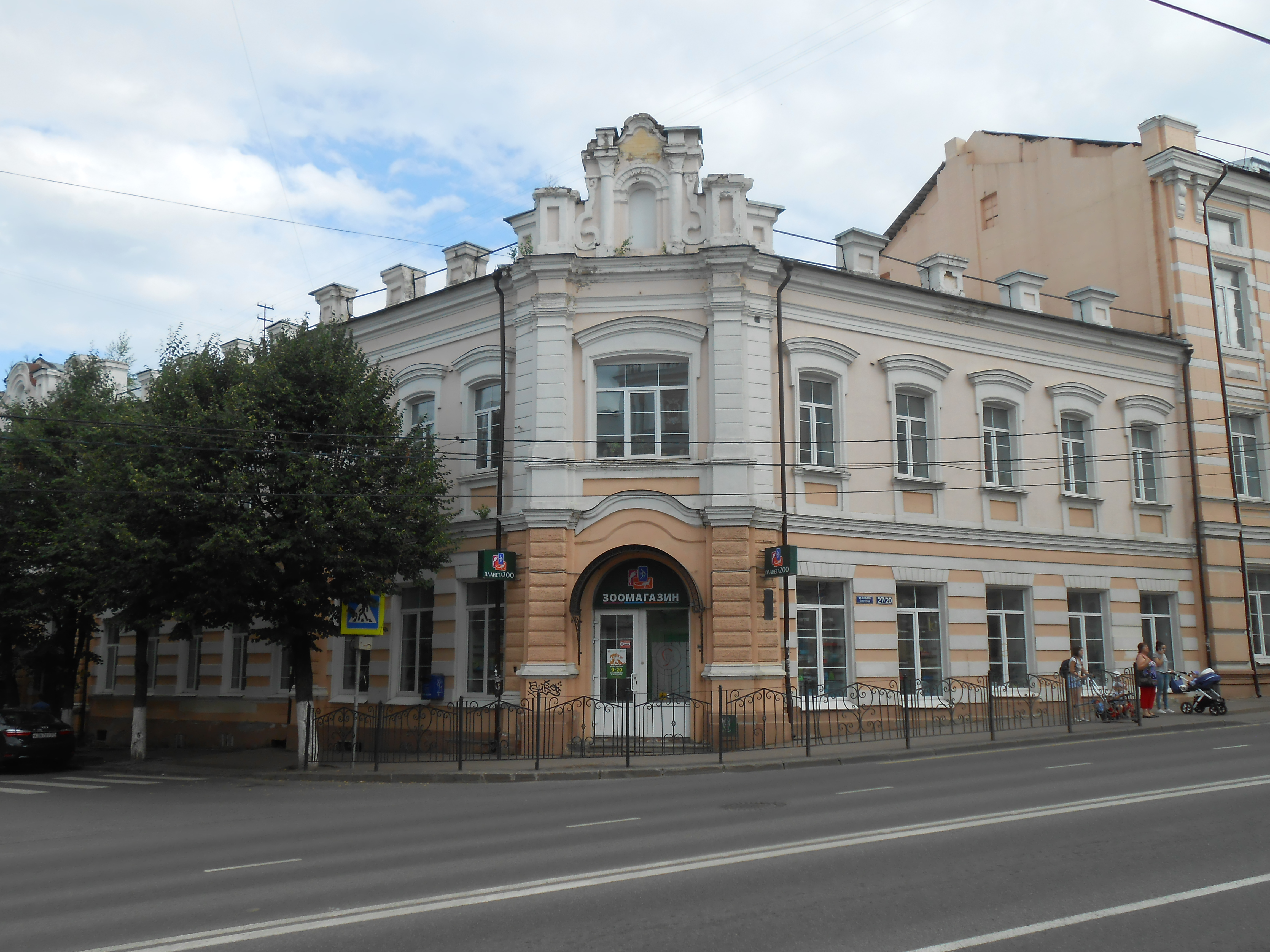
Старая часть здания по ул. Ленина (2018)

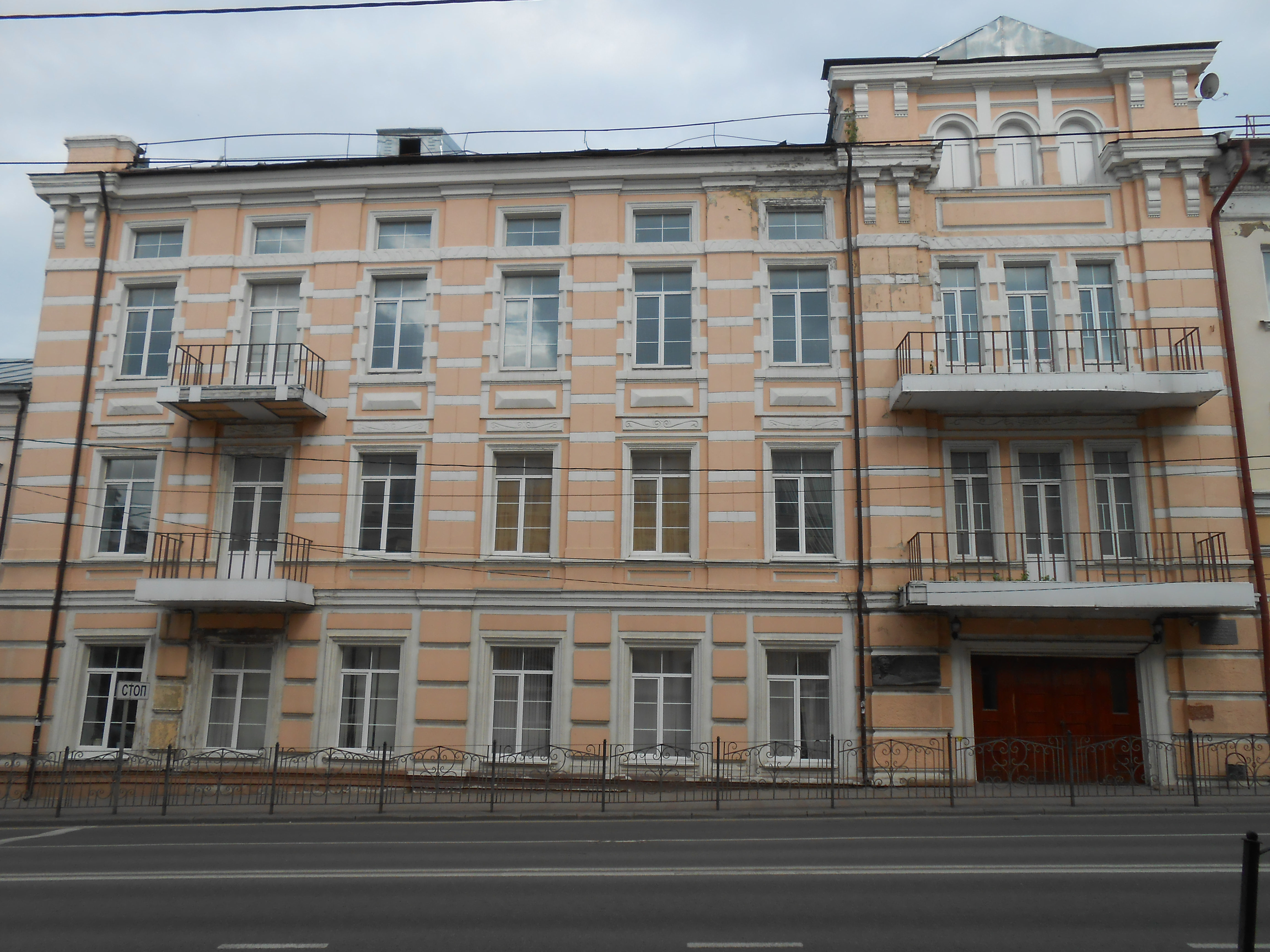
Новая часть здания по ул. Большой Советской (2018)

Здание, расположенное на пересечении двух центральных улиц Смоленска — Большой Советской и Ленина — строилось как доходный дом купца П. Ф. Ланина. Угловой двухэтажный объём вдоль улицы Ленина, обращённый срезанным углом к перекрёстку, относится ко 2-й половине XIX века. На первом этаже располагался бакалейный магазин; остальные помещения сдавались в аренду. В 1886 году здесь открылась женская прогимназия. Затем, в 1902 году, она была преобразована во 2-ю женскую гимназию, которая размещалась в здании вплоть до 1917 года. Тогда же, в начале XX века, к изначальной постройке вплотную было пристроено трёхэтажное здание, с главным фасадом по нынешней улице Большой Советской.
В советское время второй этаж старой части здания занимали педагогический институт, образцово-показательная школа и воинская часть. В новой части с 1918 по 1919 год располагался Смоленский университет им. Октябрьской революции; в 1920-х годах — гостиница, а затем — трудовая школа.
В годы Великой Отечественной войны здание серьёзно пострадало и было восстановлено в 1944 году с сохранением первоначального вида. В послевоенные годы здесь размещались казармы конвойного полка НКВД.
В 1974 году в здании разместились аудитории смоленского филиала Тимирязевской академии и общежитие вуза. В настоящее время новая, трёхэтажная часть представляет собой второй корпус Смоленской государственной сельскохозяйственной академии, в котором находятся факультеты животноводства и ветеринарной медицины. В старой, двухэтажной части здания расположены магазин и различные организации.
Здание представляет собой памятник городской архитектуры периода эклектики и играет важную градостроительную роль, поскольку стоит на углу квартала в центральной части Смоленска. Является объектом культурного наследия регионального значения.